# Tatrovický buk
Tatrovický buk je památný strom – vysoký, rozložitý buk lesní (Fagus sylvatica) s bohatě zavětvenou, rozložitou korunou nepravidelného tvaru, který roste v obci Tatrovice v okrese Sokolov v Karlovarském kraji, ve svahu nad rodinným domem čp. 14. Na první pohled jsou nápadné mocné kořenové náběhy. Strom je součástí oboustranné bukové aleje, která v minulosti pravděpodobně tvořila přirozenou hranici dnešní úvozové cesty.
Strom má měřený obvod 390 cm (měření 2010). Za památný byl vyhlášen v roce 2012 jako strom s významným vzrůstem.

## Stromy v okolí
- Tatrovická lípa
- Kaasův buk
- Dub ve Vintířově
- Topol v zatáčce
- Klen v Mezihorské